# Union (Town, Vernon County)
Die Town of Union ist eine von 21 Towns im Vernon County im US-amerikanischen Bundesstaat Wisconsin. Im Jahr 2010 hatte die Town of Union 700 Einwohner.
Town hat in Wisconsin eine grundlegend andere Bedeutung, als im übrigen englischsprachigen Bereich. Vielmehr entspricht sie den in den anderen US-Bundesstaaten üblichen Townships, die nach dem County die nächstkleinere Verwaltungseinheit bilden.

## Geografie
Die Town of Union liegt im Südwesten Wisconsins, rund 100 km östlich des am Mississippi gelegenen Schnittpunktes der drei Bundesstaaten Wisconsin, Iowa und Minnesota.
Die Town of Union liegt in der Driftless Area genannten eiszeitlich geformten Region, die sich über das südöstliche Minnesota, das südwestliche Wisconsin, das nordöstliche Iowa und das äußerste nordwestliche Illinois erstreckt. Bei der letzten Eiszeit, der so genannten Wisconsin Glaciation, blieb die Region eisfrei, sodass sich die Flusstäler auch während dieser Zeit tiefer in das Plateau einschneiden konnten.
Die geografischen Koordinaten des Zentrums der Town of Union sind 43°36′14″ nördlicher Breite und 90°29′06″ westlicher Länge. Sie erstreckt sich über eine Fläche von 92,6 km².
Die Town of Union liegt im Osten des Vernon County und grenzt an folgende Nachbartowns:
| Town of Whitestown               | Town of Forest                              | Town of Hillsboro                   |
| Town of Stark                    | Kompassrose, die auf Nachbargemeinden zeigt | Town of Greenwood                   |
| Town of Forest (Richland County) | Town of Bloom (Richland County)             | Town of Henrietta (Richland County) |

## Verkehr
Der Wisconsin State Highway 82 führt in Nordost-Südwest-Richtung durch die Town of Union. Daneben verlaufen noch die County Highways A, D, H und V durch das Gebiet der Town. Alle weiteren Straßen sind untergeordnete Landstraßen, teils unbefestigte Fahrwege sowie innerörtliche Verbindungsstraßen.
Die nächsten Flughäfen sind der La Crosse Regional Airport (rund 100 km nordnordwestlich), der Rochester International Airport in Rochester, Minnesota (rund 215 km westnordwestlich) und der Dane County Regional Airport in Wisconsins Hauptstadt Madison (rund 125 km ostsüdöstlich).

## Bevölkerung
Nach der Volkszählung im Jahr 2010 lebten in der Town of Union 700 Menschen in 211 Haushalten. Die Bevölkerungsdichte betrug 7,6 Einwohner pro Quadratkilometer. In den 211 Haushalten lebten statistisch je 3,32 Personen.
Ethnisch betrachtet setzte sich die Bevölkerung zusammen aus 97,7 Prozent Weißen, 0,3 Prozent Afroamerikanern, 0,9 Prozent Asiaten sowie 0,3 Prozent aus anderen ethnischen Gruppen; 0,9 Prozent stammten von zwei oder mehr Ethnien ab. Unabhängig von der ethnischen Zugehörigkeit waren 0,1 Prozent (eine Person) der Bevölkerung spanischer oder lateinamerikanischer Abstammung.
35,0 Prozent der Bevölkerung waren unter 18 Jahre alt, 54,9 Prozent waren zwischen 18 und 64 und 10,1 Prozent waren 65 Jahre oder älter. 47,9 Prozent der Bevölkerung war weiblich.
Das mittlere jährliche Einkommen eines Haushalts lag bei 42.273 USD. Das Pro-Kopf-Einkommen betrug 15.040 USD. 33,2 Prozent der Einwohner lebten unterhalb der Armutsgrenze.

## Ortschaften in der Town of Union
Neben Streubesiedlung existiert in der Town of Union mit White City noch eine gemeindefreie Siedlung.